# 18-я моторизованная дивизия (вермахт)
18-я моторизованная дивизия (нем. 18. Infanterie-Division (mot.)) — тактическое соединение сухопутных войск нацистской Германии.

## Боевой путь дивизии
Э. фон Манштейн писал: 
С большой благодарностью я вспоминаю поэтому об этих последних полутора мирных годах и в особенности о силезцах, которые составляли ядро 18-й дивизии. Силезия с давних пор поставляла хороших солдат, и, таким образом, военное воспитание и обучение новых частей было благодарной задачей.
С 1 сентября 1939 года, участвует в Польской компании, будучи частью 10-й армии. 
С 9 по 19 сентября 1939 года 18-я пехотная дивизия сражается в битве при Бзуре.
В 1940 принимает участие в оккупации Франции.
В ноябре того же года начинается преобразование пехотной дивизии в моторизованную.
С 22 июня 1941 года 18-я моторизованная дивизия находится на Восточном фронте, в составе 57-го моторизованного корпуса 3-й танковой группы генерала Гота группы армий «Центр». Располагалась в Сувалкском выступе.
Дивизия двигалась позади 12-й танковой дивизии. После длительного марша закрепилась районе Вороново для прикрытия всей 3-й танковой группы от возможной контратаки советских войск со стороны Лиды на Вильнюс. 24-го июня дивизия была атакована крупными силами советских войск. К 28-му июня атаки практически прекратились.
6 июля 1941 года наступала северо-восточнее Орши.
В ноябре 1941 года во время боев за Тихвин под Ленинградом потеряла 9000 человек убитыми, уменьшившись до размеров батальона мирного периода. Уцелел всего 741 человек.
В июне 1943 года переименована в «танково-гренадерскую» дивизию. До октября 1943-го сражалась на северном участке Восточного фронта. Затем 18-я моторизованная дивизия переброшена в центральный сектор фронта и практически полностью уничтожена в ходе летнего наступления Красной армии 1944 года.
Остатки дивизии сражались в Восточной Пруссии и при обороне Берлина.

## Организация
| - 30-й пехотный полк (Infanterie-Regiment 30) - 51-й пехотный полк (Infanterie-Regiment 51) - 54-й пехотный полк (Infanterie-Regiment 54) (в декабре 1940 г. передан в 100-ю лёгкую пехотную дивизию) - 18-й артиллерийский полк (Artillerie-Regiment 18) - 1-й дивизион 54-го артиллерийского полка (в ноябре 1940 г. преобразован в 3-й дивизион 18-го артиллерийского полка) - 18-й разведывательный батальон - 18-й батальон АИР (до декабря 1939 г.) - 18-й противотанковый артиллерийский дивизион - 18-й сапёрный батальон - 18-й батальон связи - 18-й запасной батальон | - 30-й моторизованный полк (Infanterie-Regiment (mot.) 30) - 51-й моторизованный полк (Infanterie-Regiment (mot.) 51) - 18-й артиллерийский полк (Artillerie-Regiment 18) - 18-й противотанковый артиллерийский дивизион - 38-й мотоциклетный батальон (Kradschützen-Bataillon 38) - 18-й сапёрный батальон - 18-й батальон связи - 18-й запасной батальон |

### Июнь 1943
- 118-й танковый батальон (Panzer-Abteilung 118)
- 30-й механизированный полк (Panzergrenadier-Regiment 30)
- 51-й механизированный полк (Panzergrenadier-Regiment 51)
- 18-й артиллерийский полк
- 18-й противотанковый дивизион
- 300-й дивизион ПВО (Heeres-Flakabteilung 300)
- 118-й разведывательный батальон (Panzer-Aufklärungs-Abteilung 118)
- 18-й батальон связи
- 18-й сапёрный батальон
- 18-й запасной батальон

## Командиры дивизии
- Генерал-лейтенант Герман Гот, 1 октября 1934 — 1 апреля 1938
- Генерал-лейтенант Эрих фон Манштейн, 1 апреля 1938 — 26 августа 1939
- Генерал-лейтенант Фридрих-Карл Кранц, 26 августа 1939 — 24 марта 1941
- Генерал-майор Фридрих Херрляйн, 24 марта — 15 декабря 1941
- Полковник, впоследствии генерал-майор Вернер фон Эрдманнсдорф, 15 декабря 1941 — 23 июня 1943
- Генерал-лейтенант Вернер фон Эрдманнсдорф, 23 июня — 9 августа 1943
- Генерал-лейтенант Карл Цутаферн, 9 августа 1943 — 14 апреля 1944
- Генерал-лейтенант Курт Ян, 14 апреля — 24 мая 1944
- Генерал-лейтенант Карл Цутаферн, 24 мая — 6 июля 1944 (покончил с собой, чтобы избежать плена)
- Генерал-майор Ганс Бёльзен, 6 июля 1944 — 1 января 1945
- Генерал-майор Йозеф Раух, 1 января — 8 мая 1945

## Награждённые Рыцарским крестом Железного креста (33)
- Дитрих Штайнхардт, 27.10.1939 — обер-лейтенант, командир 2-й роты 51-го пехотного полка
- Йозеф Штольц, 27.10.1939 — лейтенант, командир взвода 10-й роты 51-го пехотного полка
- Фридрих-Карл Кранц, 19.06.1940 — генерал-лейтенант, командир 18-й пехотной дивизии
- Герхард Фойгт, 25.06.1940 — обер-лейтенант, командир 2-й роты 18-го сапёрного батальона
- Бруно Хробек, 04.07.1940 — майор, командир 1-го батальона 54-го пехотного полка
- Герман Рекнагель, 05.08.1940 — полковник, командир 54-го пехотного полка
- Герхард Бенак, 13.08.1941 — обер-лейтенант, командир 1-й роты 38-го мотоциклетного батальона
- Фридрих Херрляйн, 22.09.1941 — генерал-майор, командир 18-й моторизованной дивизии
- Франц Бухнер, 02.10.1941 — обер-лейтенант, командир 5-й роты 30-го моторизованного полка
- Йоханнес Мюке, 10.02.1942 — обер-лейтенант, командир 3-й роты 51-го моторизованного полка
- Вернер фон Эрдманнсдорф, 27.02.1942 — полковник, командир 30-го моторизованного полка и командующий 18-й моторизованной дивизией
- Ганс-Георг Лейзер, 03.05.1942 — полковник, командир 51-го моторизованного полка
- Дедо фон Крозигк, 15.05.1942 — капитан, командир 1-й роты 51-го моторизованного полка
- Гюнтер Энгельхардт, 09.04.1943 — полковник, командир 30-го моторизованного полка
- Вернер Штрайт, 14.04.1943 — капитан, командир 5-й роты 51-го моторизованного полка
- Георг Штраубе, 02.06.1943 — обер-фельдфебель, командир взвода 2-й роты 18-го противотанкового артиллерийского дивизиона
- Лотар Цан, 02.10.1943 — майор, командир 3-го батальона 30-го моторизованного полка
- Ганс Бартковяк, 25.10.1943 — лейтенант, командир сапёрного взвода штабной роты 30-го моторизованного полка
- Артур Горски, 28.11.1943 — унтер-офицер, командир отделения 3-й роты 30-го моторизованного полка
- Карл-Гюнтер Кнюппель, 17.12.1943 — лейтенант резерва, командир взвода штабной роты 51-го моторизованного полка
- Гюнтер Прилль, 18.01.1944 — обер-лейтенант, командир 3-й роты 51-го моторизованного полка
- Гарри Грюнвальд, 06.02.1944 — обер-лейтенант, командир 2-й батареи 18-го артиллерийского полка
- Альберт Лангер, 07.04.1944 — ефрейтор, командир отделения 1-й роты 51-го моторизованного полка
- Генрих Лёринг, 07.04.1944 — лейтенант резерва, адъютант 118-го разведывательного батальона
- Альфред Кунерт, 20.04.1944 — полковник, командир 51-го моторизованного полка
- Бургхардт фон Зальдерн-Вильснак, 04.05.1944 — капитан, командир 2-го батальона 51-го моторизованного полка
- Вилли Ребер, 04.05.1944 — обер-лейтенант резерва, адъютант 3-го батальона 30-го моторизованного полка
- Хайнц Финке, 04.05.1944 — капитан, командир 1-го батальона 51-го моторизованного полка
- Макс Хенке, 26.12.1944 — штабс-фельдфебель, командир взвода 1-й роты 118-го танкового батальона
- Ганс-Генрих Йешек, 05.03.1945 — капитан резерва, командир 118-го разведывательного батальона
- Отто Корнпробст, 23.03.1945 — лейтенант, командир взвода 118-го танкового батальона
- Ганс-Иоахим Нич, 23.03.1945 — лейтенант, командир взвода 118-го танкового батальона
- Эдмунд Вёль, 28.04.1945 — оберстлейтенант, командир 30-го моторизованного полка (награждение не подтверждено)